# علي كاكالغوز
علي كاكغلوز (بالتركية: Ali Cakalgöz)‏ (ولد 10 اغسطس 1960) هو ممثل تركي.

## أعماله
1. الأرض الطيبة (2010)
2. زهرة القصر (2013)